# Peter Overton King
Peter Overton King (* 11. Januar 1955) ist ein US-amerikanischer Philosoph.

## Leben
Er erwarb den BA am Kenyon College und 1982 den PhD (Peter Abailard and the problem of universals) an der Princeton University. Er war Assistant Professor an der University of Pittsburgh (September 1982 bis Juni 1989) und Associate Professor an der Ohio State University (September 1989 bis Juni 2003). Seit September 2003 ist er Professor für Philosophie und Mittelalterstudien an der University of Toronto.
Seine Forschungsschwerpunkte sind die Geschichte der Philosophie, insbesondere der antiken und mittelalterlichen Philosophie, sowie die politische Philosophie.